# Football Club Locarno 2009-2010
Questa voce raccoglie le informazioni riguardanti il Football Club Locarno nelle competizioni ufficiali della stagione 2009-2010.

## Stagione
Nella stagione 2009-2010 il Locarno, allenato da Livio Bordoli e Davide Morandi, concluse il campionato di Challenge League al 13º posto. In Coppa Svizzera il Locarno fu eliminato al secondo turno dal Zurigo.

## Rosa
| N. |                         | Ruolo | Calciatore           |
| -- | ----------------------- | ----- | -------------------- |
| 1  | Svizzera (bandiera)     | P     | Michael Casanova     |
| 2  | Svizzera (bandiera)     | D     | Luca Toprak          |
| 2  | Croazia (bandiera)      | C     | Steven Petrovic      |
| 3  | Svizzera (bandiera)     | C     | Carlo Polli          |
| 4  | Francia (bandiera)      | D     | Issaga Diallo        |
| 5  | Svizzera (bandiera)     | C     | Mileta Matović       |
| 6  | Italia (bandiera)       | D     | Loris Ziccardi       |
| 7  | Svizzera (bandiera)     | A     | Patrick Rossini      |
| 8  | Francia (bandiera)      | D     | Rachid Mekheldi      |
| 8  | Svizzera (bandiera)     | D     | Elia Rezzonico       |
| 9  | Svizzera (bandiera)     | A     | Kevin Pollini        |
| 9  | Argentina (bandiera)    | A     | Juan Sara            |
| 10 | Svizzera (bandiera)     | C     | Remy Frigomosca      |
| 11 | RD del Congo (bandiera) | A     | Mbala Mbuta Biscotte |
| 12 | Italia (bandiera)       | C     | Giuseppe Perrone     |
| 13 | Svizzera (bandiera)     | C     | Stefano Milani       |

| N. |                                 | Ruolo | Calciatore        |
| -- | ------------------------------- | ----- | ----------------- |
| 14 | Svizzera (bandiera)             | D     | Kristijan Krstic  |
| 15 | Svizzera (bandiera)             | D     | Bruno Martignoni  |
| 17 | Svizzera (bandiera)             | A     | Sinisa Bilandzija |
| 18 | Svizzera (bandiera)             | P     | Giorgio Kurz      |
| 18 | Svizzera (bandiera)             | P     | Miodrag Mitrovič  |
| 19 | Svizzera (bandiera)             | C     | Miki Jovanov      |
| 20 | Italia (bandiera)               | D     | Luca Giaccari     |
| 20 | Bosnia ed Erzegovina (bandiera) | C     | Ermin Alic        |
| 21 | Svizzera (bandiera)             | D     | Davide Redzepi    |
| 22 | Svizzera (bandiera)             | C     | Matteo Tosetti    |
| 23 | Svizzera (bandiera)             | D     | Vladan Milosevic  |
| 25 | Svizzera (bandiera)             | D     | Gianluca Pusterla |
| 26 | Svizzera (bandiera)             | C     | Fabian Stoller    |
| 27 | Argentina (bandiera)            | A     | Dante Senger      |
| 29 | Svizzera (bandiera)             | A     | Hicham Bouamri    |
| 31 | Croazia (bandiera)              | P     | Mario Lučić       |

## Organigramma societario
Area tecnica
- Allenatore: Davide Morandi
- Allenatore in seconda:
- Preparatore dei portieri:
- Preparatori atletici:

## Calciomercato

### Sessione estiva
| Acquisti | Acquisti             | Acquisti          | Acquisti |
| R.       | Nome                 | da                | Modalità |
| -------- | -------------------- | ----------------- | -------- |
| C        | Ermin Alic           | La Chaux-de-Fonds |          |
| A        | Mbala Mbuta Biscotte | Yverdon           |          |
| D        | Rachid Mekheldi      | La Chaux-de-Fonds |          |
| C        | Stefano Milani       | Bellinzona        |          |
| D        | Davide Redzepi       | Grenchen          |          |
| A        | Patrick Rossini      | Borgomanero       |          |
| A        | Juan Sara            | Cerro Porteño     |          |

| Cessioni | Cessioni        | Cessioni         | Cessioni |
| R.       | Nome            | a                | Modalità |
| -------- | --------------- | ---------------- | -------- |
| D        | Mattia Cinquini | Biaschesi        |          |
| C        | Lucio Ciana     | Lugano           |          |
| D        | Massimo Immersi | Chiasso          |          |
| D        | Marco Lodigiani | Chiasso          |          |
| D        | Raul Osella     | Tiro Federal (M) |          |

### Sessione invernale
| Acquisti | Acquisti                 | Acquisti | Acquisti |
| R.       | Nome                     | da       | Modalità |
| -------- | ------------------------ | -------- | -------- |
| C        | Pablo Caballero González | Nacional |          |
| A        | Hicham Bouamri           | Yverdon  |          |

| Cessioni | Cessioni                 | Cessioni | Cessioni |
| R.       | Nome                     | a        | Modalità |
| -------- | ------------------------ | -------- | -------- |
| C        | Pablo Caballero González | Vasas    |          |

## Risultati

### Challenge League

#### andata
| Arbitro: | Speranda |

|           |           |  |
| Senger 7’ | Marcatori |  |

| Arbitro: | Wermelinger |

|                             |           |                         |
| Bühler 48’ Bieli 74’ (rig.) | Marcatori | 49’ Senger 90’ Biscotte |

| Arbitro: | Circhetta |

|                |           |             |
| Grossklaus 90’ | Marcatori | 59’ Rossini |

| Arbitro: | Amhof |

|                                |           |                      |
| Mekheldi 54’ Senger 62’ (rig.) | Marcatori | 69’ Eggmann 87’ Alex |

| Arbitro: | Carrell |

|                        |           |                                                          |
| Milani 15’ Rossini 85’ | Marcatori | 10’, 90’ (rig.) Meoli 17’, 49’ Gourmi 29’ Zari 52’ Kwiek |

| Arbitro: | Hänni |

|                       |           |                        |
| Silva 49’ Preisig 61’ | Marcatori | 12’ Rossini 24’ Senger |

| Arbitro: | Devouge |

|  |           |                          |
|  | Marcatori | 51’ Kukuruzović 78’ Faye |

| Arbitro: | Graf |

|                      |           |                   |
| Tosi 42’ N'Dzomo 70’ | Marcatori | 24’, 77’ Biscotte |

| Arbitro: | Jaccottet |

|                         |           |                             |
| de Azevedo 40’ Tozé 67’ | Marcatori | 60’, 71’ Senger 72’ Rossini |

| Arbitro: | Grossen |

|             |           |  |
| Rossini 24’ | Marcatori |  |

| Arbitro: | Gut |

|              |           |                         |
| Biscotte 90’ | Marcatori | 79’ Levrand 87’ Hysenaj |

| Arbitro: | Speranda |

|                 |           |                      |
| Senger 45’, 85’ | Marcatori | 36’ Läng 62’ Katanha |

| Arbitro: | Amhof |

|                                                 |           |                                |
| Mathys 11’ Ziccardi 23’ (aut.) Morello 44’, 54’ | Marcatori | 12’ Mekheldi 90’ (rig.) Senger |

| Arbitro: | Huwiler |

|                                          |           |                |
| Senger 32’, 76’ Rossini 62’ Biscotte 70’ | Marcatori | 36’ Proschwitz |

| Locarno 6 dicembre 2009, ore 14:30 CET 15ª giornata | Locarno | 0 – 0 referto | Kriens | Stadio del Lido (640 spett.)\| Arbitro: \| Gremaud \| |
| Arbitro:                                            | Gremaud |               |        |                                                       |

#### ritorno
| Arbitro: | Amhof |

|          |           |            |
| Roux 68’ | Marcatori | 45’ Senger |

| Arbitro: | Amhof |

|                                    |           |             |
| Valente 25’ Staubli 26’ Weller 82’ | Marcatori | 89’ Bouamri |

| Arbitro: | Klossner |

|                              |           |  |
| Biscotte 12’ Senger 50’, 75’ | Marcatori |  |

| Arbitro: | Devouge |

|                                 |           |             |
| Tchouga 26’ Marjanović 66’, 70’ | Marcatori | 80’ Rossini |

| Arbitro: | Studer |

|                                                   |           |  |
| Gourmi 16’ Edo 35’ Osmani 60’ Bühler 68’ Zari 86’ | Marcatori |  |

| Arbitro: | Kever |

|                                    |           |                |
| Senger 55’ (rig.), 75’ Rossini 85’ | Marcatori | 27’, 32’ Bašić |

| Arbitro: | Laperrière |

|                                |           |                        |
| Bouziane 12’ Scarione 63’, 82’ | Marcatori | 58’ Senger 65’ Stoller |

| Arbitro: | Amhof |

|  |           |                           |
|  | Marcatori | 64’ Madou 90’ (rig.) Tosi |

| Arbitro: | Hänni |

|            |           |                              |
| Senger 86’ | Marcatori | 19’ Rodríguez 39’ Grossklaus |

| Arbitro: | Carrell |

|                                         |           |                              |
| Todisco 6’ Avanzini 67’ (rig.) Ural 90’ | Marcatori | 17’, 37’ Senger 52’ Biscotte |

| Arbitro: | Klossner |

|          |           |           |
| Alic 38’ | Marcatori | 35’ Moser |

| Arbitro: | Gremaud |

|                     |           |                    |
| Proschwitz 65’, 78’ | Marcatori | 82’ (rig.) Rossini |

| Arbitro: | Winter |

|  |           |          |
|  | Marcatori | 71’ Alic |

| Arbitro: | Jaccottet |

|              |           |                                             |
| Biscotte 54’ | Marcatori | 18’ Lenjani 32’ Bieli 52’ Zuffi 85’ Frangao |

| Arbitro: | Speranda |

|                                                                  |           |                       |
| Mangold 45’ Shalaj 62’ Stadelmann 69’ Tadić 82’, 84’ Baumann 86’ | Marcatori | 54’ Polli 88’ Bouamri |

### Coppa Svizzera
| 19 settembre 2009, ore 18:00 CEST Primo turno | FC Wängi | 1 – 3 | Locarno |  |

| 17 ottobre 2009, ore 17:45 CEST Secondo turno | Zurigo | 7 – 0 | Locarno |  |

## Statistiche

### Statistiche di squadra
| Competizione     | Punti | In casa | In casa | In casa | In casa | In casa | In casa | In trasferta | In trasferta | In trasferta | In trasferta | In trasferta | In trasferta | Totale | Totale | Totale | Totale | Totale | Totale | DR  |
| Competizione     | Punti | G       | V       | N       | P       | Gf      | Gs      | G            | V            | N            | P            | Gf           | Gs           | G      | V      | N      | P      | Gf     | Gs     | DR  |
| ---------------- | ----- | ------- | ------- | ------- | ------- | ------- | ------- | ------------ | ------------ | ------------ | ------------ | ------------ | ------------ | ------ | ------ | ------ | ------ | ------ | ------ | --- |
| Challenge League | 31    | 15      | 5       | 4       | 6       | 22      | 26      | 15           | 2            | 6            | 7            | 24           | 39           | 30     | 7      | 10     | 13     | 46     | 65     | -19 |
| Coppa Svizzera   | -     | 0       | 0       | 0       | 0       | 0       | 0       | 2            | 1            | 0            | 1            | 3            | 8            | 2      | 1      | 0      | 1      | 3      | 8      | -5  |
| Totale           | 31    | 15      | 5       | 4       | 6       | 22      | 26      | 17           | 3            | 6            | 8            | 27           | 47           | 32     | 8      | 10     | 14     | 49     | 73     | -24 |

### Andamento in campionato
| Giornata  | 1 | 2 | 3 | 4 | 5  | 6  | 7  | 8  | 9  | 10 | 11 | 12 | 13 | 14 | 15 | 16 | 17 | 18 | 19 | 20 | 21 | 22 | 23 | 24 | 25 | 26 | 27 | 28 | 29 | 30 |
| --------- | - | - | - | - | -- | -- | -- | -- | -- | -- | -- | -- | -- | -- | -- | -- | -- | -- | -- | -- | -- | -- | -- | -- | -- | -- | -- | -- | -- | -- |
| Luogo     | C | T | T | C | C  | T  | C  | T  | T  | C  | C  | C  | T  | C  | C  | T  | T  | C  | T  | T  | C  | T  | C  | C  | T  | C  | T  | T  | C  | T  |
| Risultato | V | N | N | N | P  | N  | P  | N  | V  | V  | P  | N  | P  | V  | N  | N  | P  | V  | P  | P  | V  | P  | P  | P  | N  | N  | P  | V  | P  | P  |
| Posizione | 6 | 3 | 5 | 6 | 11 | 10 | 12 | 13 | 10 | 8  | 10 | 9  | 10 | 10 | 9  | 9  | 11 | 10 | 12 | 13 | 12 | 12 | 13 | 13 | 13 | 13 | 13 | 12 | 13 | 13 |

Legenda:

Luogo: C = Casa; T = Trasferta. Risultato: V = Vittoria; N = Pareggio; P = Sconfitta.

### Statistiche dei giocatori
| E. Alic       | 21 | 2  | 2 | 0 |
| S. Bilandzija | 2  | 0  | 0 | 0 |
| M. Biscotte   | 27 | 8  | 0 | 0 |
| H. Bouamri    | 9  | 2  | 0 | 0 |
| M. Casanova   | 25 | 0  | 2 | 0 |
| I. Diallo     | 28 | 0  | 2 | 0 |
| R. Frigomosca | 7  | 0  | 3 | 1 |
| L. Giaccari   | 0  | 0  | 0 | 0 |
| M. Jovanov    | 2  | 0  | 0 | 0 |
| K. Krstic     | 1  | 0  | 0 | 0 |
| G. Kurz       | 0  | 0  | 0 | 0 |
| M. Lučić      | 5  | 0  | 0 | 0 |
| B. Martignoni | 12 | 0  | 0 | 0 |
| M. Matović    | 12 | 0  | 2 | 0 |
| R. Mekheldi   | 29 | 2  | 3 | 0 |
| S. Milani     | 27 | 1  | 1 | 0 |
| V. Milosevic  | 11 | 0  | 1 | 0 |
| M. Mitrovič   | 1  | 0  | 0 | 0 |
| G. Perrone    | 19 | 0  | 0 | 0 |
| S. Petrovic   | 17 | 0  | 0 | 0 |
| C. Polli      | 10 | 1  | 4 | 0 |
| K. Pollini    | 18 | 0  | 3 | 1 |
| G. Pusterla   | 5  | 0  | 2 | 0 |
| D. Redzepi    | 23 | 0  | 7 | 1 |
| E. Rezzonico  | 0  | 0  | 0 | 0 |
| P. Rossini    | 30 | 9  | 3 | 0 |
| J. Sara       | 0  | 0  | 0 | 0 |
| D. Senger     | 24 | 20 | 5 | 0 |
| F. Stoller    | 26 | 1  | 7 | 0 |
| L. Toprak     | 0  | 0  | 0 | 0 |
| M. Tosetti    | 1  | 0  | 0 | 0 |
| L. Ziccardi   | 21 | 0  | 5 | 1 |